# Publio Elio Peto
Publio Elio Peto (en latín, Publius Aelius Paetus), conocido también como Publius Aelius Q.f. Paetus, fue un cónsul de la República romana de finales del siglo III a. C. Fue un importante aliado de Escipión el Africano, y fue elegido censor con Africano en 199 a. C.

## Familia
Publio Elio Peto fue probablemente el hijo de Quinto Elio Peto, un pontífice que murió durante la batalla de Cannas en agosto de 216 a. C.. Su padre pudo ser descendiente de Publio Elio Peto, cónsul en 337 a. C. y Magister Equitum, uno de los primeros cónsules plebeyos. Otro ancestro pudo ser Cayo Elio Peto, cónsul en 286 a. C.
Su hermano menor fue Sexto Elio Peto Cato, que llegó a cónsul en el año 198 a. C. y censor en 194 a. C., y al que se le conoce gracias a Cicerón por su labor como jurista y sus comentarios sobre la Ley de las Doce Tablas.
Publio, por su parte, también era jurista.
Su hijo fue Quinto Elio Peto, que llegaría a cónsul en el año 167 a. C.

## Carrera política
Publio Elio Peto tiene relativamente pocas menciones en la Historia de Roma desde su Fundación de Tito Livio. Fue nombrado edil plebeyo en el año 204 a. C., pretor en 203 a. C., magister equitum en 202 a. C., y llegó a cónsul en 201 a. C. con Cneo Cornelio Léntulo.
Peto tuvo la jurisdicción urbana durante su año de cargo de pretor, en la cual publicó un edicto para una supplicatio (acción de gracias) en Roma para conmemorar la derrota de Sifax. A la salida de Aníbal de Italia en el mismo año, Elio Peto hizo otra moción para una supplicatio de cinco días de duración. 
El año de la elección de Peto para el consulado fue memorable por la derrota de Aníbal por Publio Cornelio Escipión en la batalla de Zama. Elio Peto durante su consulado tuvo Italia por provincia, tuvo un conflicto con los boyos, e hizo un tratado con los ingaunios, una tribu de los ligures. Fue elegido entre los diez decemviros seleccionados para efectuar la distribución de tierras entre los soldados veteranos de Escipión el Africano en el Samnio y en Apulia.
Posteriormente fue designado como comisionado (triunviro) junto su hermano Sexto y Cneo Cornelio Léntulo para resolver los asuntos de Narnia, ya que la población del lugar se quejó de que no había un número adecuado de colonos (coloni) y que determinadas personas, que no eran colonos, se habían instalado en el lugar haciéndose pasar como tal.
En 199 a. C. fue elegido censor, junto con el propio Escipión el Africano. Los dos censores fueron bastante liberales en su lustro, y no degradaron a nadie.
Después fue nombrado augur, y murió antes del año 174 a. C., durante una epidemia en Roma.
Elio Peto es mencionado por Pomponio como una de las máximas autoridades jurídicas (scientiam maximam en profitendo habuerunt), de ese período en Roma.